# Joventuts Llibertàries de Catalunya
Joventuts Llibertàries de Catalunya (JLC) fou una organització juvenil anarquista creada a Barcelona el 1934, com una associació clandestina. Fou creada a conseqüència del fet que el 1932, els grups de joventuts llibertàries del Principat criticaren la Federació Ibèrica de Joventuts Llibertàries perquè dificultava l'ingrés dels joves dins la FAI. S'hi incorporaren, però, el novembre del 1936. El primer secretari general fou Fidel Miró, substituït per Alfred Martínez, mort durant els fets de maig del 1937; també hi tingueren un paper destacat Armand del Moral i Josep Peirats Valls.
Durant la guerra civil espanyola experimentaren un fort creixement: entre 30.000 i 34.000 afiliats al principi del 1937. Malgrat haver constituït pel novembre del 1936 un comitè d'enllaç amb les Joventuts Socialistes Unificades de Catalunya (JSUC), foren especialment crítiques respecte a la col·laboració amb el PSUC. Pel febrer del 1937 signaren amb la Joventut Comunista Ibèrica (del Partit Obrer d'Unificació Marxista (POUM)) i altres grups menors un Front de la Joventut Revolucionària, però després de la seva pèrdua d'influència pels fets de maig del 1937, finalment hagueren d'acceptar l'Aliança Nacional de la Joventut Antifeixista l'abril del 1938. El seu òrgan de premsa fou Ruta (1936-1938), dirigit per Santana Calero.